# Chrystian (książę Saksonii-Weißenfels)
Christian (ur. 23 lutego 1682 w Weißenfels, zm. 28 czerwca 1736 w Sangerhausen) – książę Saksonii-Weißenfels. Jego władztwo było częścią Świętego Cesarstwa Rzymskiego Narodu Niemieckiego. Pochodził z rodu Wettynów.
Urodził się jako szósty syn (ósme spośród jedenaściorga dzieci) księcia Saksonii-Weißenfels Jana Adolfa I i jego żony księżnej Joanny Magdaleny Sachsen-Altenburg. Czterech z pięciu jego starszych braci zmarło w niemowlęctwie. Po śmierci starszego brata – księcia Jana Jerzego 16 marca 1712 wstąpił na tron.
11 maja 1712 w Stolbergu poślubił owdowiałą 1 stycznia 1710 po śmierci hrabiego Mansfeld-Eisleben – Jana Jerzego III, Ludwikę Krystynę zu Stolberg-Stolberg-Ortenberg (córkę hrabiego Krzysztofa Ludwika I), zostając jej drugim mężem. Para nie miała dzieci. Po śmierci księcia Chrystiana jego następcą został młodszy brat Jan Adolf II.